# Oramia occidentalis
Oramia occidentalis là một loài nhện trong họ Agelenidae.
Loài này thuộc chi Oramia. Oramia occidentalis được Brian John Marples miêu tả năm 1959.